# Víkingur Gøta
Víkingur Gøta is een voetbalclub uit Norðragøta en Leirvík op het eiland Eysturoy op de Faeröer. In 2008 werd de vereniging opgericht na een fusie. Op het sportpark Sarpugerði worden de thuiswedstrijden gespeeld. Men is een vaste waarde in de Meistaradeildin, in 2016 werd de club voor het eerst landskampioen.

## Geschiedenis
Eind 2007 gingen GÍ Gøta en LÍF Leirvik met elkaar samenwerken, wat begin 2008 leidde tot de fusie tussen beide clubs. Op de naam GÍ/LÍF kwam men al snel terug, want op 4 februari 2008 werd de naam Víkingur Gøta bekendgemaakt. Men speelde verder met de licentie van GÍ, dat uitkwam in de Meistaradeildin.
In het debuutseizoen eindigde men op de vijfde plaats in de eindrangschikking van de Meistaradeildin. Twee jaar later maakte men het Europese debuut tegen Beşiktaş JK in de tweede voorronde van de UEFA Europa League, maar men verloor zowel uit (3-0) als thuis (0-4). In 2016 werd de club voor het eerst landskampioen en verdedigde dat in 2017 succesvol.
In het korte bestaan van de vereniging won men vijf keer de Beker van de Faeröer en ook won men vijf keer de Supercup.

### Erelijst
Meistaradeildin (3x)
2016, 2017, 2024
Beker van de Faeröer (6x)
2009, 2012, 2013, 2014, 2015, 2022
Supercup van de Faeröer (5x)
2014, 2015, 2016, 2017, 2018

### Eindklasseringen
| 5 |

| 3 |

| 5 |

| 3 |

| 5 |

| 6 |

| 3 |

| 3 |

| 1 |

| 1 |

| 5 |

| 5 |

| 5 |

| 3 |

| 2 |

| 2 |

| 1 |

| Niveau 1 | Niveau 2 |

Niveau 1 kende in de loop der tijd meerdere namen, meestal vanwege de hoofdsponsor. Zie Meistaradeildin#Competitie.

## In Europa
Víkingur Gøta speelt sinds 2010 in diverse Europese competities. Hieronder staan de competities en in welke seizoenen de club deelnam:
- Champions League (3x)

2017/18, 2018/19, 2025/26
- Europa League (7x)

2010/11, 2012/13, 2013/14, 2014/15, 2015/16, 2016/17, 2018/19
- Conference League (4x)

2022/23, 2023/24, 2024/25, 2025/26

## Vrouwen
Het eerste elftal speelde van 2008-2013 zes seizoenen zelfstandig op het hoogste niveau in de 1. Deild voor vrouwen, waar het in 2008 de plaats van GÍ overnam. In 2014 nam het met ÍF Fuglafjørður voor het eerst deel in een gecombineerd team in deze klasse.